# مالينا لوكسوتشي
مالينا لوكسوتشي (بالإنجليزية: Malinalxochitl ،Malinalxochi)‏ في ميثولوجيا الأزتيك هي شقيقة هويتزيلولوكتلي Huitzilopochtli وساحرة بقوى خاصة مستمدة من العقارب والأفاعي والعاقصات الأخرى والحشرات السامة للصحراء. وهي امرأة قوية بين نبلاء القبيلة. وساحرة قوية تعرف جميع أنواع الحرف السحرية والتعويذات. وهي ساحرة مارست سيطرتها على المخلوقات السامة مثل الثعبان والعقرب والعنكبوت، والتي يعتقد المكسيكيون المؤمنون أنها سحرت شعبها.